# خليفة عايل
خليفه عايل سالم النافلي، من مواليد 1 مارس 1984 في عمان، وهو لاعب كرة قدم عماني، ويلعب مع نادي الاتفاق السعودي ومنتخب عمان لكرة القدم.
بدأ مسيرته الكروية مع نادي عمان العماني في عام 2000، وفي موسم 2004/2005 لعب مع نادي الرياض السعودي، ومنذ عام 2005 حتى عام 2009 وهو يلعب مع نادي السد القطري ثم أنتقل إلى نادي الاتفاق بعد انتهاء عقده مع نادي السد. و قد شارك خليفه عايل مع منتخب عمان لكرة القدم في كأس العالم للناشئين 2001.و كأس الخليج العربي. و كاس آسيا 2004 وغاب كاس آسيا 2007 بسبب الإصابة وأيضا شارك في التصفيات كاس العالم 2006و2010. يعتبر خليفه من ذو شعبية كبيرة في السلطنة وهو من الدافعين المسجلين للاهداف ولديه ميزة التسديدات القوية ويحمل رقم 25 في منتخب بلاده وناديه. ويجيد العب في المحور وقلب الدفاع.

## روابط خارجية
- خليفة عايل على موقع الاتحاد الدولي (مؤرشف)  (الإنجليزية)
- خليفة عايل على موقع قاعدة بيانات كرة القدم.إي يو (الإنجليزية)
- خليفة عايل على موقع ناشيونال فوتبول تيمز (الإنجليزية)
- خليفة عايل على موقع Soccerway.com (الإنجليزية)
- خليفة عايل على موقع كووورة